# Договор консигнации
Консигнационный договор является соглашением между грузополучателем и грузоотправителем для хранения, передачи, продажи или перепродажи и использования товара. Получатель может забрать груз из консигнационного запаса для использования или перепродажи товара при условиях оплаты грузоотправителем соответственно с условиями, оговорёнными в консигнационном договоре. Нереализованные товары будут возвращены товарополучателем грузоотправителю.

## Соглашения о поставке и распределении
Соглашение может сопровождаться договором о поставке товара  (Франчайзинг, оптовая продажа или ОЕМ).
Товары хранятся в помещениях дистрибьютора, или помещениях третьих лиц, в распоряжении агента по продаже, но остаются собственностью консигнанта.
Данное соглашение уменьшает риск экспортера, поскольку он остается владельцем товаров при хранении. Дистрибьютору не нужно платить, пока он не продал товар, значит, он улучшает свое движение  денежных средств.
Обе стороны должны удостовериться, что консигнационный договор (договор о поставке товара) сформулирован очень тщательно, так что нет никаких сомнений в отношении третьих сторон, в частности с дистрибьютором кредитором в случае его банкротства.
Дистрибьютор и экспортер имеют несовместимые интересы. Интерес дистрибьютора будет заключаться в увеличении суммы запаса в партии, поскольку это никак не влияет на его финансовое положение. Поэтому стороны должны договориться о разумном наличии прокатного состава приведенный в соответствие к рыночному спросу, и продумать, как быстро экспортер может производить и поставлять дополнительные товары на заказ, чтобы избежать сбоев в поставках.
Выполнение определенных условий, запрашивается  таможней и НДС. Из-за Европейского порядка взимания НДС, легче иметь консигнационный запас между странами ЕС. Дистрибьютор обязан вести достоверную финансовую отчетность, но она необязательньна для таможенного склада.

## Договор консигнации в России
Договор консигнации является разновидностью договора комиссии. По консигнации комиссионер (консигнатор) осуществляет сделки от своего имени, но в интересах и за счет консигнанта. Причём, так же как и в комиссии, право собственности на товар консигнанта не переходит консигнатору. Отличительной чертой этого договора от комиссии в классическом виде является перемещение товара на склад комиссионера (консигнатора), что удобно "приближением" товара к покупателям. В таком договоре, как правило прописываются порядок оформления поступления товара на консигнационный склад, детализируются условия о приемке по качеству и количеству (при заключении договора консигнации эти условия рекомендуется проработать особенно тщательно, т.к. именно здесь возникают наибольшие трудности, см, например Постановление Президиума ВАС РФ от 17.12.1996 № 2442/96), условия его хранения (возмещение расходов консигнатора, ответственность последнего за сохранность товаров), порядок расчетов за реализованный товар, срок нахождения товара на консигнации. По окончании договора консигнатор возвращает нереализованный товар консигнанту либо приобретает его в собственность. В последнем случае существуют две точки зрения относительно природы такого соглашения. Согласно первой из них - данный договор является смешанным, предполагающим наличие в нем комиссионных отноше ний и отношений по купле-продаже (поставке), причём считается, что это свойство присуще консигнации изначально. Согласно второй точке зрения - в момент, когда консигнатор приобретает товар в собственность, комиссионные отношения трансформируются в отношения по поставке. Такой подход воспринят, например, практикой МКАС при ТПП. Так по одному из рассматриваемых им дел, суд отметил, что поскольку в соответствии с условиями консигнационного соглашения после истечения обусловленного в нем срока консигнации нереализованный товар приобретается консигнатором в собственность и подлежит оплате, признано, что в таком случае происходит трансформация консигнационного соглашения в договор купли - продажи (дело № 53/1998 от 5 октября 1998).
Что касается налогообложения операций по консигнации, то в своё время применительно к внешнеторговым консигнационным отношениям письмом Госналогслужбы РФ № ЮУ-6-06/302, Минфина РФ № 04-03-08 от 30 августа 1993 "О порядке уплаты налогов при реализации на условиях консигнации ввозимых из-за границы товаров" были даны соответствующие разъяснения, содержащие также определение договора консигнации. В настоящее время налоговые последствия, следующие из этой операции идентичны последствиям, вытекающим из комиссионных отношений.